# Time for Annihilation...On the Record and On the Road
Time for Annihilation...On the Record and On the Road è il primo live album della band californiana Papa Roach. Viene pubblicato il 31 agosto 2010. Il disco contiene le più famose tracce della band registrate live durante il tour con gli Shinedown nel 2009. Sono inoltre presenti cinque nuove tracce inedite. Kick In the Teeth è una di queste nuove canzoni ed è uscita come singolo il 22 giugno 2010 con successivo videoclip. Il nome dell'album deriva da una citazione della canzone "Crash", contenuta nell'album The Paramour Sessions del 2006.

## Informazioni sulla nascita dell'album
Nel gennaio 2010 la band comunicò tramite il suo sito ufficiale di avere delle 'Big News'. Circa un mese dopo Jerry Horton confermò che le novità riguardavano l'annuncio di un live album; inoltre la band era alle prese con la registrazione di cinque nuovi brani che avrebbero integrato le canzoni live, facendo di Time For Annihilation la combinazione di live e studio album.
A marzo Jacoby Shaddix confermò che la data di uscita sarebbe stata verso la fine dell'estate. A giugno, al radio show di Nikki Sixx, Sixx Sense, Jacoby confermò alcuni titoli delle nuove canzoni come "One Track Mind" e "No Matter What".
Nel frattempo, il 29 giugno la vecchia label della band, la Geffen Records, pubblica un greatest hits intitolato ...To Be Loved: The Best of Papa Roach. La band disse ai fan di non acquistarlo poiché non voleva trarre benefici dalla vecchia casa discografica.

## Singoli
Amazon.com confermò che Kick In the Teeth sarebbe stato il primo singolo e venne pubblicato il 22 giugno 2010. Il 30 giugno il video ufficiale venne pubblicato su YouTube. Il 28 ottobre dello stesso anno esce il video del successivo singolo, Burn. A giugno 2011 esce il video di No Matter What, in cui la band interpreta una fuga dalla polizia dopo aver effettuato una rapina e nell'ottobre dello stesso anno esce il video acustico della stessa No Matter What. Infine a febbraio 2012 esce il video di One Track Mind, con le immagini live della data di Londra del dicembre precedente.

## Messaggio nascosto
Nell'album alla fine della canzone Last Resort c'è un messaggio vocale di Jacoby Shaddix che incoraggia alla donazione di 5 dollari per la fondazione WhyHunger a sostegno degli affamati e dei senzatetto.

## Tracce
1. Burn – 3:26
2. One Track Mind – 3:26
3. Kick in the Teeth – 3:11
4. No Matter What – 3:33
5. The Enemy – 3:38
6. Getting Away with Murder (Live) – 4:14
7. ...To Be Loved (Live) – 3:55
8. Lifeline (Live) – 4:18
9. Scars (Live) – 4:59
10. Hollywood Whore (Live) – 4:08
11. Time Is Running Out (Live) – 3:57
12. Forever (Live) – 6:50
13. Between Angels and Insects (Live) – 5:09
14. Last Resort (Live) – 5:39

Tracce bonus della UK Edition
1. I Almost Told You That I Loved You (Live) – 3:15
2. Dead Cell (live) – 6:09
3. No Matter What (Demo) – 4:06

DVD della UK Edition
1. Kick in the Theet (Live) – 3:15
2. Kick in the Teeth (Videoclip) – 3:11
3. EPK (Inside Look) (Video) – 6:16

## Formazione
- Jacoby Shaddix - voce
- Jerry Horton - chitarra, cori
- Tobin Esperance - basso, cori
- Tony Palermo - batteria